# Berdeniella stavniensis
Berdeniella stavniensis är en tvåvingeart som först beskrevs av Krek 1969.  Berdeniella stavniensis ingår i släktet Berdeniella och familjen fjärilsmyggor. Inga underarter finns listade i Catalogue of Life.